# A3 Noticias 24
A3 Noticias 24 fue un canal de noticias las 24 horas del día de Antena 3 que emitía exclusivamente a través de internet de manera gratuita excepto en la demarcación TDT de Madrid capital en la que se emite a través del canal Ver-T también del Grupo Antena 3 (actualmente Atresmedia). La distribución de su pantalla se podría asemejar a la pantalla utilizada por Bloomberg TV, aunque a diferencia de éste, no se centra en exclusiva en las noticias financieras, sino que es un canal de noticias con la actualidad sociopolítica (política; sucesos; meteorología; eventos y espectáculos;...) nacional e internacional.
A destacar del mismo, es la no presencia de presentadores, salvo de locuciones "en off". A diferencia de canales de noticias como la extinta CNN+ y 24 horas de TVE, el canal no contaba con programas de debate, ni especiales, ni tampoco entrevistas. Sólo mostraba reportajes y noticias, de manera similar al canal Euronews.
El canal A3 Noticias 24 fue heredero del desaparecido canal multipantalla e interactivo de noticias continuas A3N24 que emitía a través de cuatro canales de vídeo en la desaparecida plataforma Vía Digital, cuando esta se fusionó con Canal Satélite Digital, el canal pasó a ocupar un solo canal de vídeo y perdió su interactividad, lo que supuso que el canal desapareciese de la plataforma Digital+ al quedar en cierto modo "mutilado".